# 움콘토 웨 시즈웨
움콘토 웨 시즈웨(코사어: uMkhonto we Sizwe, 약칭 MK)는 1961년부터 1993년까지 활동한 아프리카 국민회의의 군사조직이다. 움콘토 웨 시즈웨는 남아프리카 공화국의 아파르트헤이트 체제의 전복을 목적으로 하였다. 샤프빌 학살의 여파로 넬슨 만델라와 조 슬로보를 비롯한 남아프리카 공화국의 좌파 인사들이 창설을 주도하였다.
1961년 6월 헌법 개정과 정치적 권리를 증진시키기 위한 조치를 취하지 않을 시 정부의 추가적인 행위에 저항할 의향이 있다고 밝혀 이에 대해 남아프리카 공화국 정부가 경고하고 난 후, 1961년 12월 16일 움콘토 웨 시즈웨는 첫 무장봉기에 돌입하였고 남아프리카 공화국 정부는 움콘토 웨 시즈웨를 테러단체로 지정했다.
움콘토 웨 시즈웨는 남아프리카 공화국의 아파르트헤이트 종식 협상 때에 무장 봉기를 중단했으며, 1993년 12월 16일 남아프리카 공화국 소웨토의 오를란도 스타디움에서 해체식을 가졌다.

## 같이 보기
- 남아프리카 국경 전쟁
- 죽음의 목걸이